# Митиков, Юрий Иванович
Юрий Иванович Митиков (20 февраля 1941, Ванавара, Красноярский край — 24 января 2013, Жуковский, Московская область) — старший лейтенант Советской Армии, лётчик-испытатель, участник Афганской войны, Герой Российской Федерации (2005).

## Биография

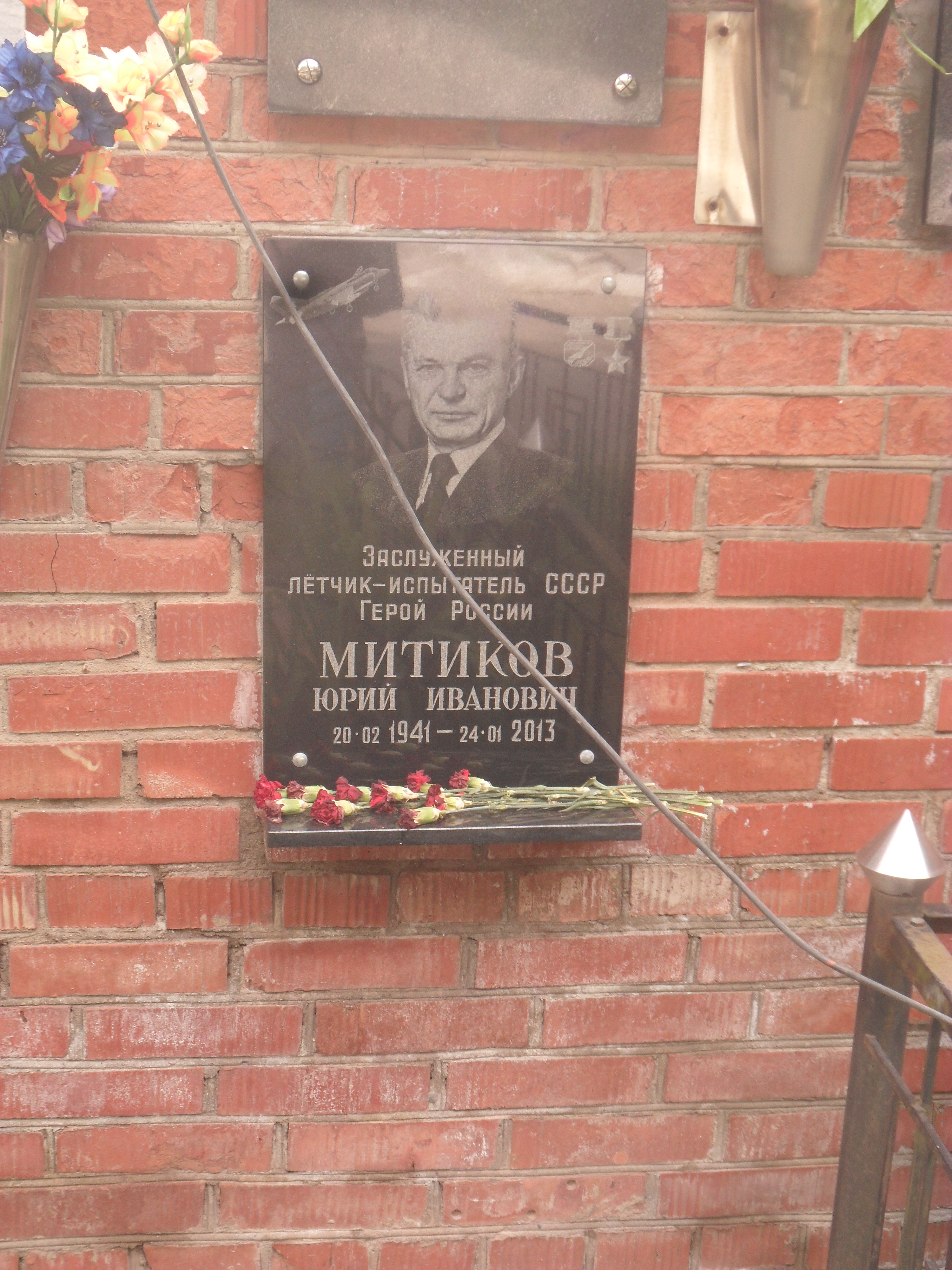
Плита Ю. И. Митикову в колумбарии Быковского кладбища в Жуковском.

Юрий Митиков родился 20 февраля 1941 года в селе Ванавара Эвенкийского АО Красноярского края. Детство и юность провёл в Москве. В 1956—1958 годах занимался планерным спортом в аэроклубе. В 1958 году Митиков окончил десять классов школы в городе Пушкино Московской области, после чего работал токарем на заводе. В августе 1959 года он был призван на службу в Советскую Армию. В 1960 году он окончил 26-ю военную авиационную школу первоначального обучения лётчиков в Актюбинске, в 1964 году — Качинское высшее военное авиационное училище лётчиков. Проходил службу в Московском военном округе. В апреле 1968 года в звании старшего лейтенанта Митиков был уволен в запас. В 1969 году он окончил Школу лётчиков-испытателей, в 1975 году — Московский авиационный институт.
В 1969—1998 годах Митиков был лётчиком-испытателем ОКБ имени Яковлева. Участвовал в испытания самолётов «Як-32П», «Як-52», «Як-38М», «Як-18Т», «Як-40», «Як-42», «Як-50», «Як-58». В апреле-июне 1980 года производил боевые испытания самолёта «Як-38», совершил 45 боевых вылетов, 6 из которых — на штурмовку сил противника.
Указом Президента Российской Федерации от 18 июля 2005 года за «мужество и героизм, проявленные при испытании новой авиационной техники» Юрий Митиков был удостоен высокого звания Героя Российской Федерации с вручением медали «Золотая Звезда» за номером 853.
Жил в городе Жуковском Московской области, с 2002 года работал начальником лётной службы ОКБ имени Яковлева. Умер 24 января 2013 года..
Заслуженный лётчик-испытатель СССР (1987). Также награждён орденом Трудового Красного Знамени и рядом медалей.
Почетный житель села Ванавара (2022, посмертно).